# Paulus Weißenberger
Paulus Weißenberger OSB (* 14. Januar 1902 in Kipfenberg als Albert Weißenberger; † 26. Dezember 1990 in Neresheim) war ein deutscher Benediktiner und Historiker.

## Leben
Nach dem Abitur 1921 trat er in die Abtei Neresheim, erhielt den Ordensnamen Paulus und legte dort am 28. September 1922 die erste Profess ab. Daraufhin studierte von 1922 bis 1927 Philosophie in Maria Laach und Theologie in Beuron. Im Jahr 1925 legte er die zeitliche Profess ab, am 24. September 1927 empfing er die Priesterweihe. Am Bayerischen Staatsarchiv in München erhielt er eine archivalische Ausbildung und studierte an den Universitäten München und Würzburg Kunstgeschichte. 1932 promovierte er an der Universität  Würzburg bei Fritz Knapp mit einer Arbeit über die Abteikirche Balthasar Neumanns in Neresheim. Von 1941 bis 1946 leitete er das Archiv der Fürsten zu Oettingen-Wallerstein. Von 1954 bis 1966 war er Prior und Novizenmeister in seiner Abtei. Von 1935 bis zu seinem Tode war er Bibliothekar und Archivar seines Klosters.

## Schriften (Auswahl)
- Geschichte der Wallfahrt Mariabuch bei Neresheim. Regensburg 1931, OCLC 72383838.
- Baugeschichte der Abtei Neresheim. Stuttgart 1934, OCLC 492915934.
- Geschichte des Klosters Kirschgarten in Worms. Worms 1937, OCLC 236371272.
- Das benediktinische Mönchtum im 19./20. Jahrhundert 1800–1950. Beuron 1953, OCLC 20917174.